# Campeonato Mundial de Esquí Nórdico de 1952
El XIX Campeonato Mundial de Esquí Nórdico se celebró en Oslo (Noruega) entre el 14 y el 23 de febrero de 1952, dentro de los VI Juegos Olímpicos de Invierno (las pruebas de esquí de fondo y saltos en esquí incluidas en el programa contaron como pruebas del Mundial, no así las de combinada nórdica), bajo la organización de la Federación Internacional de Esquí (FIS) y la Federación Noruega de Esquí.

## Esquí de fondo

### Masculino
| Evento                   | Oro                                                                              | Plata                                                                                     | Bronce                                                                              |
| ------------------------ | -------------------------------------------------------------------------------- | ----------------------------------------------------------------------------------------- | ----------------------------------------------------------------------------------- |
| 18 km (18.02)            | Hallgeir Brenden · Noruega · 1:01:34,0                                           | Tapio Mäkelä · Finlandia · 1:02:09,0                                                      | Paavo Lonkila · Finlandia · 1:02:20,0                                               |
| 50 km (20.02)            | Veikko Hakulinen · Finlandia · 3:33:33,0                                         | Eero Kolehmainen · Finlandia · 3:38:11,0                                                  | Magnar Estenstad · Noruega · 3:38:28,0                                              |
| Relevo 4 × 10 km (23.02) | Finlandia · Heikki Hasu · Paavo Lonkila · Urpo Korhonen · Tapio Mäkelä · 2:20:16 | Noruega · Magnar Estenstad · Mikal Kirkholt · Martin Stokken · Hallgeir Brenden · 2:23:13 | Suecia · Nils Täpp · Sigurd Andersson · Enar Josefsson · Martin Lundström · 2:24:13 |

### Femenino
| Evento        | Oro                                 | Plata                                 | Bronce                               |
| ------------- | ----------------------------------- | ------------------------------------- | ------------------------------------ |
| 10 km (23.02) | Lydia Wideman · Finlandia · 41:40,0 | Mirja Hietamies · Finlandia · 42:39,0 | Siiri Rantanen · Finlandia · 42:50,0 |

## Salto en esquí
| Evento                       | Oro                                     | Plata                                     | Bronce                               |
| ---------------------------- | --------------------------------------- | ----------------------------------------- | ------------------------------------ |
| Trampolín individual (18.02) | Arnfinn Bergmann · Noruega · 226,0 pts. | Torbjørn Falkanger · Noruega · 221,5 pts. | Karl Holmström · Suecia · 219,5 pts. |

## Medallero
| Núm. | País      | Oro | Plata | Bronce | Total |
| ---- | --------- | --- | ----- | ------ | ----- |
| 1    | Finlandia | 2   | 3     | 2      | 7     |
| 2    | Noruega   | 2   | 1     | 1      | 4     |
| 3    | Suecia    | 0   | 0     | 1      | 1     |
|      | TOTAL     | 4   | 4     | 4      | 12    |